# Земля Франца-Иосифа (заказник)
Заказник «Земля Франца-Иосифа» — упразднённый государственный природный заказник федерального подчинения, находившийся на островах архипелага Земля Франца-Иосифа. Административно относится к территории Приморского района Архангельской области. Был создан 23 апреля 1994 года.
Общая площадь особо охраняемой природной территории — 4200000 га, площадь морской особо охраняемой акватории — 2600000,0 га.
Цель образования заказника — сохранение и поддержание экологического баланса, воспроизводство природных ресурсов, сохранение природных комплексов в естественном состоянии, прежде всего — мест залегания в берлоги белых медведей, лежбищ моржей, птичьих базаров, колоний белой чайки, обыкновенной гаги, районов полыней, являющихся местом нагула ластоногих, китообразных и белых медведей, а также местами кормёжки морских птиц; сохранения историко-культурного наследия региона.
Охрану территории государственного природного заказника федерального значения «Земля Франца-Иосифа», а также мероприятия по сохранению биологического разнообразия и поддержанию в естественном состоянии охраняемых природных комплексов на территории этого заказника осуществлял ФГБУ «Национальный парк „Русская Арктика“».
Постановлением от 25 августа 2016 года № 840 Правительство Российской Федерации ликвидировало заказник «Земля Франца-Иосифа». Часть территории упразднённого заказника вошла в состав национального парка «Русская Арктика». Однако часть более четырёх миллионов гектаров не была включена в состав нацпарка «Русская Арктика». Огромные участки моря (места обитания гренландского кита, нарвала, белухи) лишились какого-либо охранного статуса, и на этой территории стала возможна добыча нефти и морских биоресурсов в промышленных масштабах.
На островах Земли Александра, Грем-Белл, Хейса, Рудольфа и Гукера в местах поселений выделяются хозяйственные зоны в радиусе 30 км от центров поселений.
К особо ценным природным объектам заказника относятся заприпайные полыньи, непромерзающие озёра, опорные геологические разрезы, нетронутые участки с развитым почвенно-растительным покровом, колонии морских птиц, лежбища атлантического моржа и ряд других.
Предварительно были выделены следующие геологические памятники:
- Интрузия габбро-диоритов на мысе Быстрова острова Джексона
- Палеовулкан мыса Брайса на острове Циглера
- Интрузия габбро-сиенитов на мысе Фишера острова Солсбери
- Гора Кользат острова Греэм-Белл
- Песчаники острова Чамп
- Дайка Западная-Разбитая на мысе Близнецы острова Хейса
- Скала Фербэнкс острова Земля Вильчека
- Скала Форакен острова Земля Вильчека
- Дайки бухты Тихой острова Гукера
- Опорный разрез острова Бергхауз
- Долеритовая дайка мыса Тегетхоф острова Галля
- Мыс Флора острова Нортбрук